# Europarlamentari pentru Luxemburg 1989-1994
Aceasta este o listă a membrilor Parlamentului European pentru Luxemburg pentru sesiunea 1989-1994.
- Nicolas Estgen (Christian Social People's Party: European People's Party)
- Ben Fayot (Luxembourg Socialist Workers' Party: Party of European Socialists)
- Robert Krieps (Luxembourg Socialist Workers' Party: Party of European Socialists)[1]
- Astrid Lulling (Christian Social People's Party: European People's Party)
- Colette Flesch (Democratic Party: European Liberal, Democrat and Reform Party)[2]
- Marcel Schlechter (Luxembourg Socialist Workers' Party: Party of European Socialists)